# 5806 Archieroy
5806 Archieroy eller 1986 AG1 är en asteroid i huvudbältet som upptäcktes den 11 januari 1986 av den amerikanske astronomen Edward L.G. Bowell vid Anderson Mesa Station. Den är uppkallad efter Archibald Edmiston Roy.
Asteroiden har en diameter på ungefär 6 kilometer och den tillhör asteroidgruppen Hungaria.